# Escape (pel·lícula de 2024)
Escape  és una pel·lícula hispano-francesa de thriller escrita, dirigida i coproduïda per Rodrigo Cortés, basada en la novel·la homònima d’Enrique Rubio. És protagonitzada per Mario Casas. Ha estat estrenada als cinemes espanyols el 31 d'octubre de 2024, amb distribució de Beta Fiction Spain.

## Argument
N. (Mario Casas) és un home espatllat, alguna cosa no va bé en el seu interior i no vol prendre una sola decisió més, només baixar-se del món, deixant de tenir opcions. El psicòleg a qui visita no sap com abordar-lo, tampoc Abril (Anna Castillo), la seva germana, que intenta secundar-lo sense fruits. N. només vol viure a la presó, i farà el que calgui per a aconseguir-ho. Cada vegada cometrà delictes més greus, sense que els seus afins aconsegueixin dissuadir-lo, arribant al punt que el jutge es proposi fins on podrà arribar per a no concedir-li el seu propòsit.

## Repartiment
- Mario Casas com a N.
- Anna Castillo com a Abril
- José Sacristán com el Jutge Implacable
- Josep Maria Pou com un Capellà
- Blanca Portillo com la Doctora Giráldez
- Guillermo Toledo com Alberto
- Juanjo Puigcorbé com Alcaide
- Albert Pla com Julián
- José García com Marco Aurelio
- Francisco Javier Pastor com Buba

## Producció
El 25 de gener de 2023, es va anunciar que Rodrigo Cortés estava desenvolupant, al costat de la productora Nostromo Pictures, una adaptació a cinema del llibre Escape de Enrique Rubio com la seva primera pel·lícula en castellà des de la seva opera prima Concursante el 2007, amb Mario Casas com a protagonista. Al maig de 2023, es va anunciar que l'aclamat cineasta estatunidenc Martin Scorsese seria el productor executiu de la pel·lícula. El 31 de maig de 2023, es va anunciar que el rodatge de la pel·lícula havia començat a diverses localitzacions de Madrid i el 27 de juliol de 2023 es va anunciar que aquest rodatge havia conclòs després de vuit setmanes.
Al costat de Casas, es va anunciar primer el fitxatge d’Anna Castillo com a coprotagonista de la pel·lícula, i més tard es va anunciar tot l'elenc, format per José Sacristán, Josep Maria Pou, Blanca Portillo, Guillermo Toledo, Juanjo Puigcorbé, David Lorente, Albert Pla i José García. Tant Casas com Castillo van confirmar que els personatges van ser escrits per Cortés per a ells, i van acceptar sense dubtar-ho. A més diuen que per preparar-se els seus personatges van utilitzar mètodes molt diferents entre ells; mentre Casas es va aïllar durant en rodatge i mantenia manies compulsives per assemblar-se més a N., Castillo es va preparar el seu personatge de manera més naturista.
Presentada per Cortés com "El comte de Montecristo al revés, Papillon al revés o Escape from Alcatraz cap enrere", la pel·lícula és una coproducció de Nostromo Pictures (Adrián Guerra i Núria Valls) amb la francesa The Project, en associació amb Mogambo, Cosmopolitan TV, i amb la participació de RTVE i Movistar Plus+.

## Llançament
El 2 de febrer de 2024, la distribuïdora Beta Fiction Spain va anunciar que Escape s'estrenaria en cinemes espanyols el 31 d'octubre de 2024. El tràiler va ser llançat al juliol, al costat de la portada oficial de la pel·lícula. Prèviament a la seva passada als cinemes, va tenir l'estrena mundial al Palau de Congressos i Auditori Kursaal durant el Festival Internacional de Cinema de Sant Sebastià al setembre del mateix any. Tambñe fou presentada al LVII Festival Internacional de Cinema Fantàstic de Catalunya.

## Recepció

### Crítica
La pel·lícula va obtenir crítiques generalment positives per part de la premsa especialitzada. Tant Martin Scorsese, productor de la pel·lícula, com Enrique Rubio, escriptor de la novel·la en la qual es basa la pel·lícula, han lloat el guió, l'originalitat i la cinta en general.
Raquel Hernández de Hobby Consolas va valorar que Rodrigo Cortés va apostar per «una proposta cinematogràfica de tall surrealista, tan original i refrescant com a desconcertant i atrevida», destacant «els diàlegs, el curiosíssim sentit de l'humor, la desconstrucció d'una fugida i les seqüències del tribunal presidit per José Sacristán», a més de recalcar les interpretacions de Mario Casas i Anna Castillo. Jorge Loser d’Espinof va escriure que Escape és «la millor pel·lícula rodada de la filmografia de Rodrigo Cortés, i fins i tot la que té millors actuacions». Luis Martínez d’El Mundo  va concloure que la pel·lícula «li ho permet tot. És comèdia, rondalla moral, conte fantàstic, pel·lícula carcerària, thriller judicial i, quan ningú mira, assaig, fins i tot paròdia, sobre els clixés que empra habitualment el cinema per a confeccionar comèdies, rondalles morals, contes fantàstics, pel·lícules carceràries i 'thrillers' judicials. Tota ella està organitzada en set capítols i cadascun rep un dels noms dels nans del conte de Blancaneu». Javier Ocaña d’El País va trobar una connexió amb Wenceslao Fernández Flórez, Ramón Gómez de la Serna, Enrique Jardiel Poncela i Antonio Orejudo, i va escriure sobre una primera hora "formidable" i una segona hora "excessivament diluïda".

## Reconeixements
| Any  | Premi                                        | Categoria                    | Nominat        | Resultat | Ref    |
| ---- | -------------------------------------------- | ---------------------------- | -------------- | -------- | ------ |
| 2024 | XXX Premis Cinematogràfics José María Forqué | Millor actor en pel·lícula   | Mario Casas    | Nominat  | [ 20 ] |
| 2025 | XII Premis Feroz                             | Millor comèdia               | Millor comèdia | Pendent  | [ 21 ] |
| 2025 | XII Premis Feroz                             | Millor actriu de repartiment | Anna Castillo  | Pendent  | [ 21 ] |
| 2025 | XII Premis Feroz                             | Millor actor de repartiment  | José Sacristán | Pendent  | [ 21 ] |